# Johannes IV. Beck

Das Porträt des Abtes Johann IV. Beck

Johannes IV. Beck (auch Johannes IV. Pistorius; * 1516 in Rothenfels; † 7. Januar 1562 in Herrnsdorf, heute Burgebrach) war von 1551 bis 1562 Abt des Zisterzienserklosters in Ebrach.

## Leben
Johannes Beck wurde im Jahr 1516 im fränkischen Rothenfels bei Lohr am Main geboren. Über die Eltern und Geschwister des späteren Abtes ist nichts bekannt. Während seiner Jugend erlebte Johannes die Ausbreitung der Reformation und den Deutschen Bauernkrieg, der viele Klöster der Umgebung verwüstete. Ob Johannes Beck bereits früh in das Kloster Ebrach eintrat ist unklar, auch sein Studium wird in den Quellen nicht erwähnt.
Nach dem Tod seines Vorgängers Konrad Hartmann zum Jahresbeginn 1551 wurde Johannes Beck zum dreiunddreißigsten Abt des Zisterzienserklosters Ebrach gewählt. Die Reformation hatte dem Konvent stark zugesetzt, nur noch einige wenige Mönche lebten im Steigerwaldkloster. Von seinem Vorgänger hatte Johannes IV. den Prozess am Reichskammergericht geerbt, den Konrad Hartmann gegen den Würzburger Bischof Melchior Zobel von Giebelstadt angestrengt hatte.
Gleichzeitig versuchte Johannes Beck die zerstörten Klostergebäude durch Neubauten zu ersetzen. Nachdem der Würzburger Bischof weiterhin Forderungen an das Kloster gerichtet und nicht länger den Schutz des Konvents übernommen hatte, verließen die Mönche zu Beginn des Jahres 1556 Ebrach und ließen sich für die kommenden Jahre in den Klosterhöfen in Bamberg, später Nürnberg nieder. Bischof Melchior zog daraufhin am 9. Februar 1556 mit 70 Pferden vor die Abtei und nahm die Klosterschlüssel an sich. Er wollte Johannes zur Abdankung zwingen, scheiterte hiermit jedoch.
Im Jahr 1557 kam es schließlich durch die Vermittlung Bischofs Otto von Augsburg zu einem Vergleich zwischen Würzburg und Ebrach. Ein Jahr später, nachdem Bischof Melchior verstorben war, kündigte sein Nachfolger Friedrich von Wirsberg den Kompromiss jedoch wieder auf. Erst 1561 konnte ein endgültiger Vertrag zwischen beiden Parteien geschlossen werden. Nun konnte auch Johannes IV. Beck aus seinem Exil in Nürnberg zurückkehren.
Die Streitigkeiten führten dazu, dass sich das Kloster hoch verschulden musste. Noch in der Amtszeit des Johannes konnten jedoch die meisten Schulden wieder zurückgezahlt werden. Neben den Meinungsverschiedenheiten mit Würzburg war auch das Verhältnis zum Markgrafen von Brandenburg-Ansbach, Georg Friedrich I., getrübt. 1559 kam es zu einem weiteren Vertrag. Am 7. Januar 1562 starb Abt Johannes IV. Beck zwischen 7 und 8 Uhr vormittags im Ebracher Hof in Mönchherrnsdorf.